# Gabber
Gabber, gabba (v nizozemščini izgovorjeno kot [gahba] ali [gahbuhr]) ali hardcore je podzvrst elektronske glasbe (hardcore techno). Ta zvrst se je začela v začetku leta 1990 v mestu Rotterdam na Nizozemskem. Tempo je hiter in se nahaja v območju od 160 do 220 bpm (angleško beats per minute). V poznih 1990-ih so nekateri začeli upočasnjevati tempo in začeli uporabljati bolj globoke base. Ta nov zvok se imenuje »New Style« (ali Nu Style) hardcore. V sedanjosti ima gabber 160 do 170 bpm.
Najbolj znani dj-i gabberja v tem trenutku so Angerfist, Neophyte, Endymion, Scott Brown, Dj Promo, Evil Activities, tha Playah ... Največa dogodka na področju glasbe gabber sta Masters Of Hardcore in pa Thunderdome, ki se odvijata vsako leto na Nizozemskem. Se pa širi tudi v druge države kot so Italija, Nemčija, Belgija.
Beseda gabber izvira iz hebrejske besede khaver in pomeni tovariš ali prijatelj.